# Sabahphrynus maculatus
Genre
Espèce
Synonymes
- Nectophryne maculata Mocquard, 1890
- Pedostibes maculatus (Mocquard, 1890)
- Ansonia anotis Inger, Tan & Yambun, 2001

Statut de conservation UICN

 LC  : Préoccupation mineure
Sabahphrynus maculatus, unique représentant du genre Sabahphrynus, est une espèce d'amphibiens de la famille des Bufonidae.

## Répartition
Cette espèce est endémique de l'État du Sabah en Malaisie dans le Nord de Bornéo. Elle se rencontre à altitude modérée dans les parcs du Kinabalu et de la chaîne Crocker.

## Description
Les mâles mesurent jusqu'à 39 mm et les femelles jusqu'à 52 mm.

## Étymologie
Le nom du genre est formé à partir de Sabah, en référence au lieu de sa découverte, et du mot grec phrynos, le crapaud.

## Publications originales
- Matsui, Yambun & Sudin, 2007 : Taxonomic Relationships of Ansonia anotis Inger, Tan, and Yambun, 2001 and Pedostibes maculatus (Mocquard, 1890), with a Description of a New Genus (Amphibia, Bufonidae). Zoological Science, vol. 24, p. 1159–1166 (texte intégral).
- Mocquard, 1890 : Recherches sur la faune herpétologique des Iles de Bornéo et de Palawan. Nouvelles archives du Museum d'histoire naturelle de Paris, sér. 3, vol. 2, p. 115–168 (texte intégral).